# Zerstörerkaje

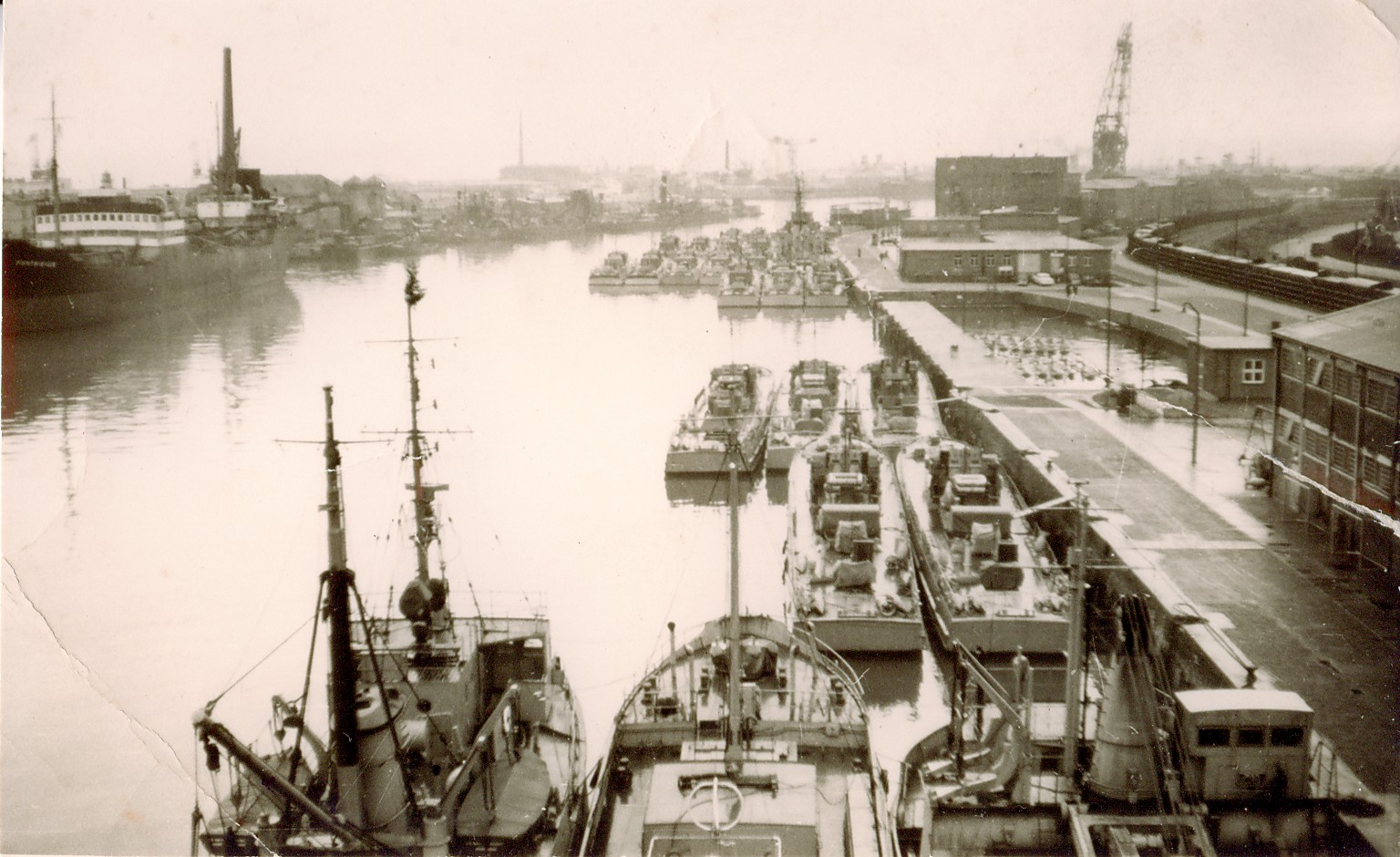
Räumboote an der Zerstörerkaje im Kaiserhafen I (1952)

Die Zerstörerkaje war eine Werftpier der Kriegsmarine in Wesermünde/Bremerhaven.

## Geschichte
Abgesehen von der Zeit der Reichsflotte unter Karl Rudolf Brommy standen die Unterweserorte immer im Schatten von Wilhelmshaven. Als der Kaiserhafen I zwischen 1872 und 1876 gebaut wurde, entstanden an der Ostkaje des Neuen Hafens Lagerschuppen. Durch die charakteristische Ausbuchtung der Kaje konnten die großen Schiffe des Norddeutschen Lloyd gedreht werden. Am 9. November 1912 ermächtigte die Bremische Bürgerschaft die Deputation für Häfen und Eisenbahnen zur Aufwendung von maximal 200.000 Mark, um Kühl- und Gefrierräume im Kajenschuppen 11 einzurichten. Etwa 20 Jahre später wurden einige Lagerschuppen abgerissen. Die Aufrüstung der Wehrmacht bescherte den Küstenorten an der Deutschen Bucht und der Ostsee eine große Bautätigkeit. Marinestützpunkte und Marineküstenstationen wurden eingerichtet.
1934 wurden auf dem aufgegebenen Gelände der liquidierten Joh. C. Tecklenborg die Fundamente der Hellinge und die Werkstattgebäude demontiert. Nur das Verwaltungsgebäude der Werft – im Volksmund der „Graue Esel“ – blieb erhalten. Auf dem freigeräumten Gelände entstand nach kurzer Bauzeit die Marineschule Wesermünde (MSW), die am 5. Oktober 1935 ihren Betrieb aufnahm. Zur selben Zeit dürfte der Abriss am Kaiserhafen eingesetzt haben. Hier entstand ein technischer Betrieb für Marinefahrzeuge. Die Pier war fast 1000 Meter lang. Am „kleinen Stabsgebäude“ ist noch heute die Inschrift zu sehen: ERBAUT IM 3. JAHR DES 3. REICHS 1936.
Hier wurde 1937 die Dienststelle des Abschnittskommandanten Wesermünde eingerichtet. Der alte Lagerschuppen 10 am Südende des Hafens wurde abgerissen und durch ein neues Gebäude ersetzt; darin befand sich unter anderem ein Kartoffelkeller. Auch das restliche Gebäude wurde offenbar für die Lagerung von Lebensmitteln genutzt; denn im hinteren Teil befand sich bis 1982 ein Kühlhaus. Ein größerer Holzschuppen am nördlichen Hafenende wurde 1968 abgerissen und durch eine neue Halle ersetzt. Dort kamen das Firmenlager und die Blechschlosserei des Motorenwerks Bremerhaven unter.

### Weserübung

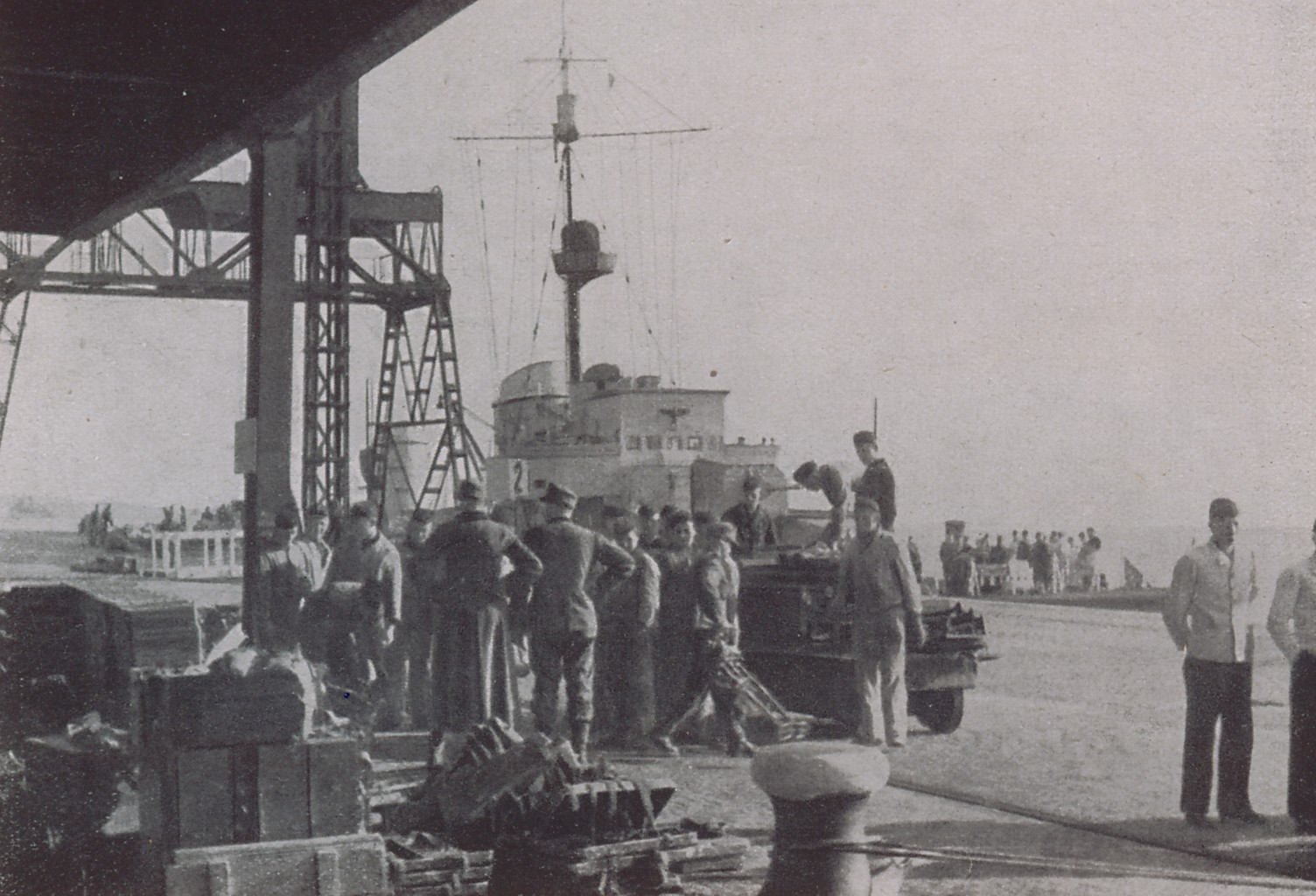
Zerstörer an der Columbuskaje vor dem Auslaufen nach Norwegen (6. April 1940)

Dass im Kaiserhafen Zerstörer stationiert wurden, gab diesem Hafenbereich den Namen. Den Zerstörern waren anfänglich nur Sicherungsaufgaben in der Nordsee und im Ärmelkanal zugedacht. Das änderte sich 1940 grundlegend. In der Kriegswirtschaft benötigten Hüttenwerke Erz zur Stahlerzeugung. Hauptlieferant war die Erzgrube im schwedischen Kiruna, deren Verladehafen Narvik etwa 2000 km vom nächsten deutschen Flottenstützpunkt entfernt lag. Um den Seeweg für dieses kriegswichtige Gut zu sichern, plädierte Erich Raeder für eine Okkupation Norwegens; jedoch war Adolf Hitler auch nach dem Gespräch mit Raeder am 8. Dezember 1939 nicht für einen Überfall auf Norwegen zu begeistern. Für ihn waren der Westfeldzug und die Unterwerfung (Nord-)Frankreichs vorrangig.
Durch die Versenkung der Zerstörer im Ofotfjord hatte die Zerstörerkaje ihre Namensbedeutung verloren; denn nun waren dort nur noch Sperrbrecher, Minensuch-, Vorposten- und Räumboote stationiert.

### Nachkriegszeit

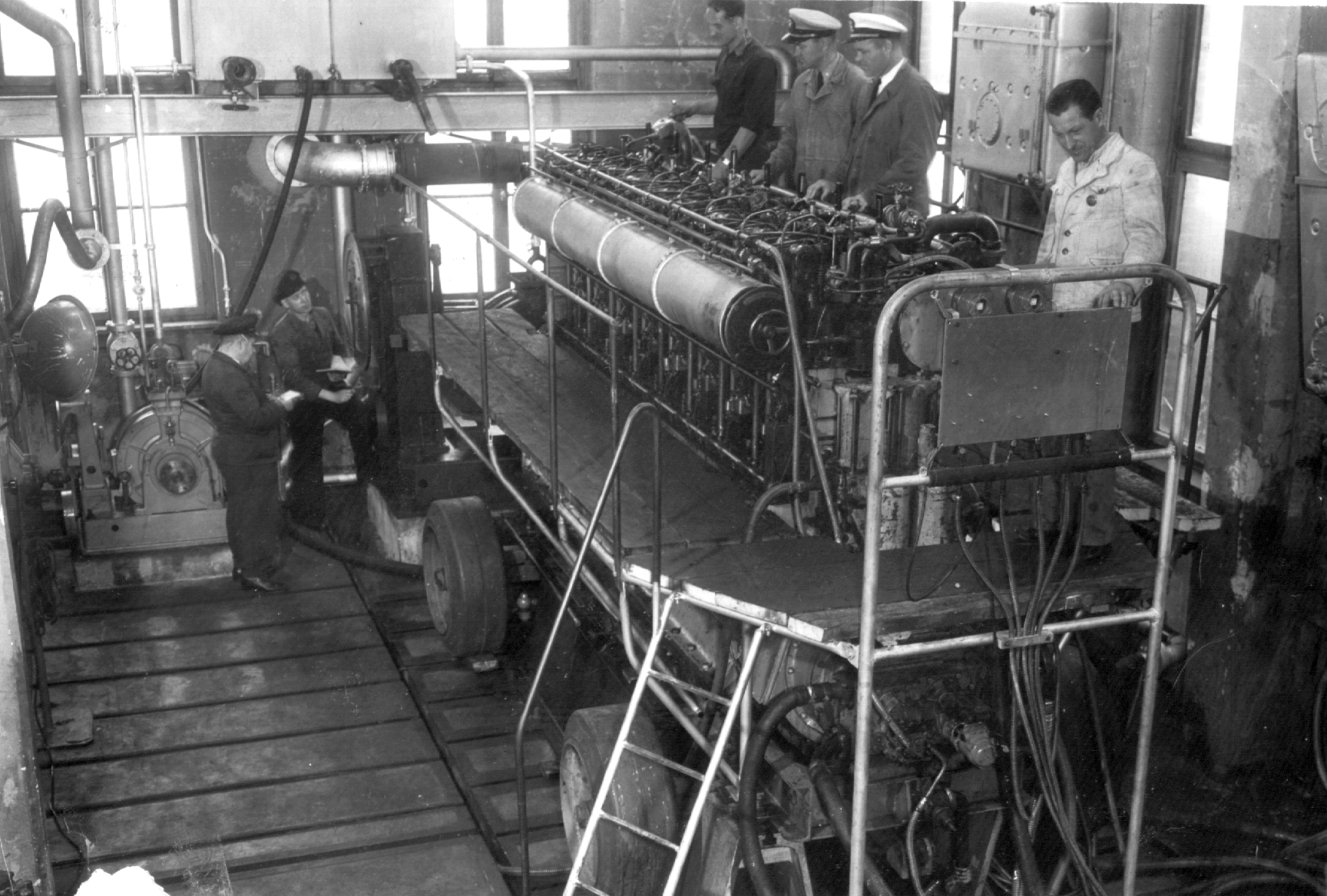
Motorenprüfstand im Ship Repair Department (1953)

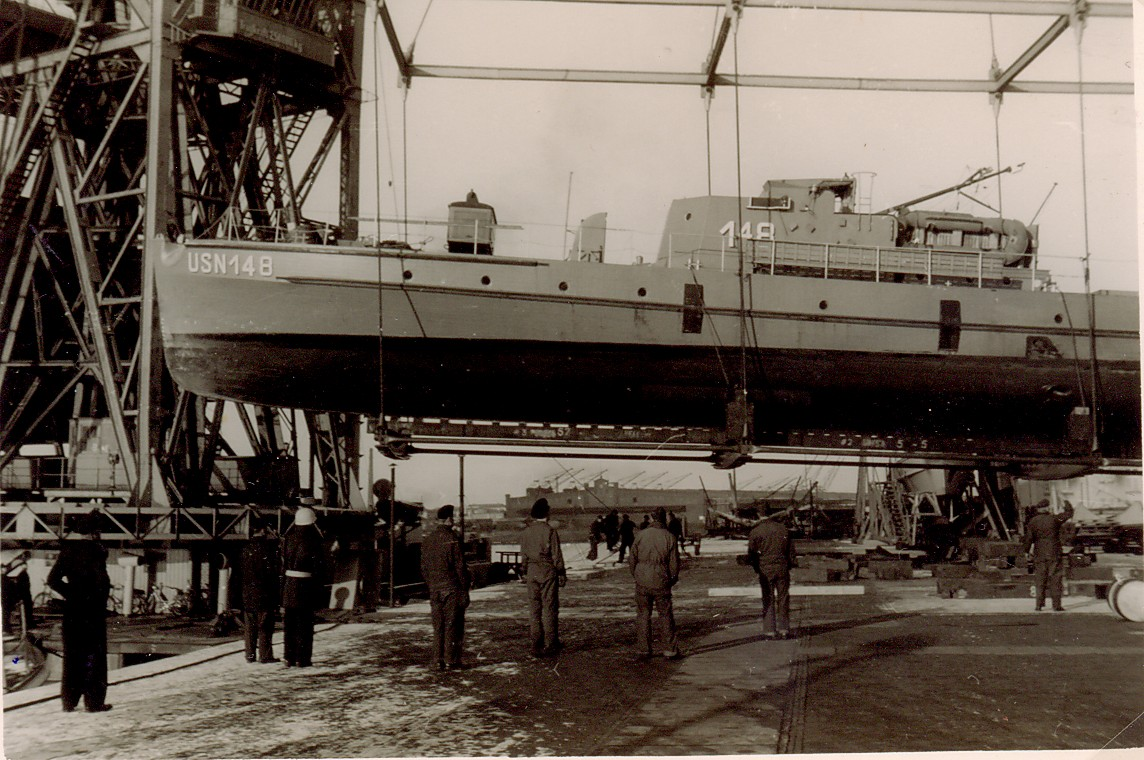
Zerstörerkaje: USN 148 (= R99 der Kriegsmarine, Algol der Bundesmarine) am Haken vom Langen Heinrich

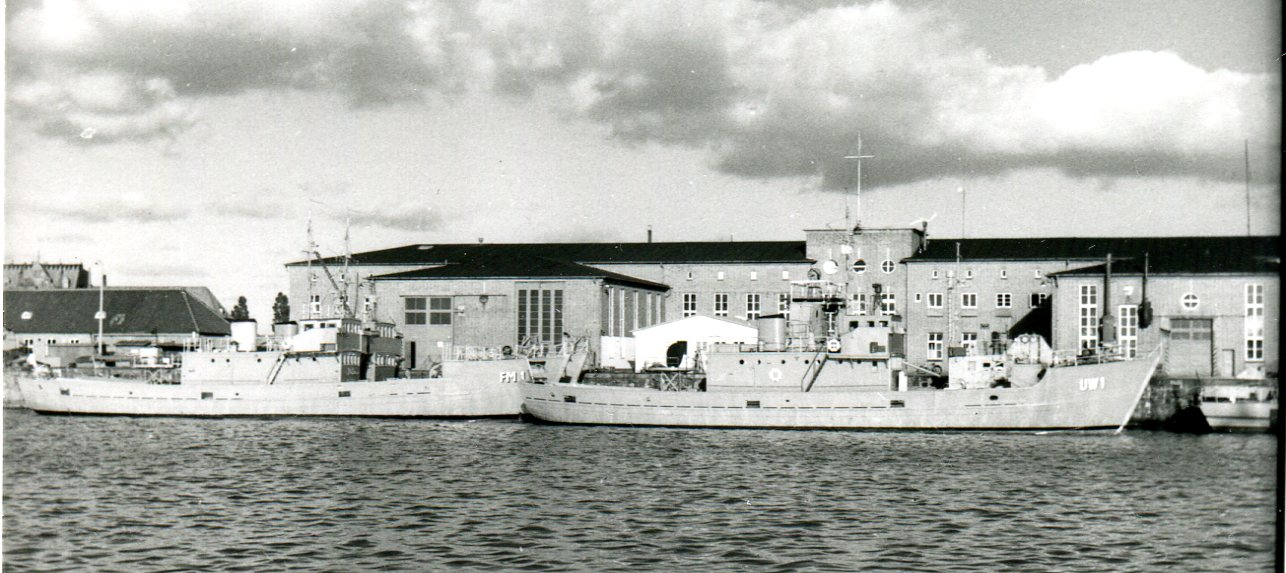
Schulboote der Bundesmarine vor dem Werkstattgebäude des Marinestützpunkts Bremerhaven (1957)

Nach der bedingungslosen Kapitulation der Wehrmacht mussten die im Krieg verlegten Seeminen geräumt werden. Aufgestellt wurde in Bremerhaven und Wilhelmshaven die 6. Minenräumdivision, die in der Außenweser, der Jade und der Emsmündung die Minen zu räumen hatte. Sie unterstand der Kontrolle der Alliierten, hatte aber ehemalige deutsche Marinesoldaten als Besatzung. Da die Sowjetunion eine heimliche deutsche Aufrüstung vermutete und protestierte, wurde die Minenräumdivision 1947 aufgelöst. An ihre Stelle trat der Minenräumverband Cuxhaven (MRVC).
1951 stellte die United States Navy in Bremerhaven die Labor Service Unit (B) auf, um noch vorhandene Minen zu beseitigen. Das Personal wurde teilweise von der MRVC übernommen und an der Zerstörerkaje stationiert, die nun Torpedoquay genannt wurde. Bei der Räumung der Minen gingen durch Explosionen und Unfälle zehn Schiffe verloren und 348 Menschen verloren ihr Leben.
Nachdem die Minenräumer ihren Dienst getan hatten, blieb das Gelände weiterhin in amerikanischer Hand. Für die Reparaturen an den Minensuch- und Räumbooten wurde ein Reparaturbetrieb mit dem Namen United States Naval Advanced Base Ship Repair Department Bremerhaven, Germany, kurz Ship Repair Department (SRD) installiert. Die Räumboote wurden mit dem Schwimmkran Langer Heinrich an Land gesetzt und zum Teil in der ehemaligen Schiffbauhalle instand gesetzt. Die Motoren wurden ausgebaut und nach der Instandsetzung auf einem Prüfstand erprobt.
1957 wollten die Amerikaner den Betrieb aufgeben; die neugegründete Bundesmarine hatte aber kein Interesse an ihm, weil er mit dem Marinearsenal in Wilhelmshaven konkurrieren würde. Nach Protesten der SRD-Mitarbeiter wurde eine Lösung gefunden; die Industrieverwaltungsgesellschaft in Bonn-Bad Godesberg (IVG) erklärte sich zur Übernahme bereit. Der „Mutter-Konzern“ gründete das Tochterunternehmen MWB Motorenwerk Bremerhaven GmbH und setzte hier Schiffe der Bundesmarine instand. Als kaufmännischen Direktor konnte man Joachim Massalsky gewinnen. Zwar wurden auch zivile Schiffe instand gesetzt, doch das Hauptgeschäft bildeten weiterhin die grauen Schiffe der Bundesmarine. Als die Sowjetunion und mit ihr der Warschauer Pakt zusammenbrach, machte sich das auch bei MWB bemerkbar. Aufträge brachen weg und die IVG, nun eine Aktiengesellschaft, wollte keine defizitären Betriebe mehr haben. Man suchte einen Käufer und fand den Bremer Unternehmer Dieter Petram. Dieser übernahm 1995 die GmbH und strukturierte um. Aus Motorenwerk Bremerhaven wird Motorenwerke Bremerhaven AG. Ein weiteres Dock wurde angeschafft, Betriebsteile wurden ausgegliedert und in selbständige Betriebe umgewandelt.
2016 schlossen sich die MWB mit den ebenfalls im Besitz von Petram befindlichen Rickmers-Lloyd-Dockbetrieben zur German Dry Docks AG zusammen. Der Geschäftsbereich Engines and Machine Technology tritt nun als Marke MWB Power auf, der Bereich Docking, Repair and Retrofit läuft unter German Dry Docks. Den Vorsitz im Aufsichtsrat der neuen AG übernimmt Nadine Petram. German Dry Docks wiederum schloss sich 2017 mit der ebenfalls in Bremerhaven ansässigen Bredo und der in Cuxhaven ansässigen Mützelfeldtwerft zu einem Unternehmensverbund zusammen, dessen rechtlich selbständige Unternehmen unter dem Namen Bredo Dry Docks gemeinsam am Markt agieren, um so Synergieeffekte nutzen zu können.
Bei Flottenbesuchen diente die Zerstörerkaje als Liegeplatz für Schiffe befreundeter Marinen, darunter Atom-U-Boote und Schulschiffe.